# Labarthe-sur-Lèze
Labarthe-sur-Lèze este o comună în departamentul Haute-Garonne din sudul Franței. În 2009 avea o populație de 4.794 de locuitori.

## Evoluția populației
| An        | 1975  | 1982  | 1990  | 1999  | 2006  | 2009  |
| --------- | ----- | ----- | ----- | ----- | ----- | ----- |
| Populație | 1.672 | 2.110 | 3.772 | 4.632 | 4.758 | 4.794 |